# Места (Испания)
Ме́ста (исп. Mesta, Honrado Concejo de la Mesta) — объединение дворян-овцеводов в Испании, обладавших крупными стадами овец, созданное в 1273 году указом короля Альфонса X Мудрого с целью экономической кооперации всех знатных людей Леона и Кастилии, занимавшихся овцеводством. Законодательно понятие «Места» было закреплено в 1347 году. Альфонсом XI. 1-й устав Месты был утверждён в 1379 году.

## Историческое значение Месты
Ряд историков (А. Д. Кузьмичев, С. К. Никитина и др.) считают Месту аналогом средневековых торговых и ремесленных гильдий, но точней было бы сказать, что «Honrado Concejo de la Mesta» представляла собой древнейший образец государственного профсоюза. Этимологически испанское слово «Mesta» производят от латинского «Mixta» (смешение), подразумевая, конечно же, «animalia mixta» (смешение скота). Члены Месты, в отличие от большинства испанских дворян, были освобождены от военной службы и обязанностей в суде. Главное же — они имели дарованную королём привилегию перегона своих стад по всей территории страны (через центральное плоскогорье, носившее созвучное имя Месета):
- осенью с северных пастбищ на южные,
- а весной — обратно.

Перегоны осуществлялись по специальным дорогам-каньядам (исп. cañadas), которые прокладывались через виноградники, луга и поля, принадлежавшие крестьянам и городским жителям. При этом хозяевам недвижимости было запрещено возводить изгороди на маршрутах перегона овец для защиты своих наделов, и овцы зачастую уничтожали посевы. Многие центральные улицы Мадрида раньше были каньядами. 
С 1500 года дворяне — члены Месты устраивали дважды в год (в январе или феврале — на юге Пиренейского полуострова; в сентябре или октябре — на севере его) ассамблеи, на которых обсуждали текущие вопросы и избирали руководителей Месты. На рубеже XV—XVI веков территория пастбищ в Испании была существенно увеличена специальными королевскими указами, причём новые земли, выделенные под них, были «навечно» закреплены именно за членами Месты. Земельный передел, осуществлённый за счёт сокращения пахотных земель, был произведён по причине увеличения экспорта шерсти в страны Западной Европы.
Первоначально Места способствовала развитию и рационализации перегонного скотоводства, но в скором времени её деятельность, наносившая большой ущерб другим отраслям сельского хозяйства, стала тормозить его развитие в Испании и послужила главной причиной постепенного общего упадка аграрного сектора экономики страны в XVI веке, а также существенного опустынивания некоторых районов полуострова.
Королевские привилегии для членов Месты были существенно ограничены только в середине XVIII века, а сама Места как объединение прекратила своё существование в 1836 году, когда все привилегии были уже отменены. Упразднение Месты произошло по нескольким причинам, среди которых были как массовые и длительные протесты крестьян против системы привилегированных перегонов, так и потеря испанской шерстью конкурентоспособности на европейском рынке.

## Главнейшие каньяды
- Cañada Real de la Plata[4].
- Cañada Real Leonesa Occidental (Леонская Западная).
- Cañada Real Leonesa Oriental (Леонская Восточная).
- Cañada Real Soriana Oriental.
- Cañada Real Soriana Occidental.
- Cañada Real Segoviana (Сеговийская)[5].
- Cañada Real Manchega (Ла-Манчская)[6].
- Cañada Real Conquense.
- Cañada Real de Fuengirola.